# Piscina Sant Jordi
La Piscina Sant Jordi és un edifici situat al barri de La Nova Esquerra de l'Eixample de Barcelona. Es va construir l'any 1966 i forma part del Recinte de l'Escola Industrial. Fou històric perquè esdevingué la primera piscina de 50 metres construïda al territori espanyol.
Fou remodelada l'any 1990 per acollir part de les competicions dels Jocs Olímpics de Barcelona 1992.
Actualment, la Piscina Sant Jordi està gestionada per la Federació Catalana de Natació.

## Història
La piscina Sant Jordi es construí als anys seixanta durant el Pla de Piscines, que fou iniciat per la Diputació de Barcelona i inspirat per Joan Antoni Samaranch.
Els terrenys de l'Escola Industrial, on ja hi havia la construcció d'una piscina descoberta de 50 metres, van ser el lloc d'emplaçament de la piscina Sant Jordi.
El 9 de setembre de 1990, es va efectuar una profunda remodelació de la piscina amb motiu de l'elecció de Barcelona com la seu per a la celebració dels Jocs Olímpics de 1992. La piscina es va ampliar amb noves instal·lacions dependents del mateix centre esportiu i llavors es creà el Club Sant Jordi, un nou programa esportiu que se li oferia al ciutadà amb diferents classes orientades al món del fitness. Aquesta remodelació es va efectuar durant la presidència de David Moner i Codina al capdavant de la Federació Catalana de Natació, entitat que gestiona la piscina Sant Jordi i els serveis que aquesta ofereix.